# 蝗噬虫霉
蝗噬虫霉（学名：Entomophaga grylli）是属于虫霉目虫霉科噬虫霉属的一种真菌，寄生在蝗虫等直翅目昆虫上。该种分布于全世界各地，多见于草原及半干旱地区。